# Джорджо Абетті
Джорджо Абетті (італ. Giorgio Abetti; 5 жовтня 1882 — 24 серпня 1982) — італійський астроном, член Національної академії деї Лінчеї.

## Життєпис
Син Антоніо Абетті, народився в Падуї. Освіту здобув в Римському і Падуанському університетах, потім стажувався в обсерваторіях: Єркській (США), Гейдельбергській (Німеччина) і Маунт-Вілсон (США). У 1910—1919 працював в обсерваторії Римського єзуїтського колегіуму, в 1921—1952 — директор обсерваторії Арчетрі (поблизу Флоренції), з 1921 — також професор астрономії Флорентійського університету. У 1952—1970 — президент Національного оптичного інституту (Флоренція).
Ранні наукові роботи стосуються позиційної астрономії. Визначив паралакси 42 зірок і власні рухи 140 зірок за спостереженнями, виконаними в Гейдельберзі в 1906—1908. Спостерігав також комети, малі планети. Провів численні мікрометричні вимірювання подвійних зірок і розглянув статистичні співвідношення між різними характеристиками подвійних зірок. У обсерваторії Арчетрі займався астрофізикою, головним чином фізикою Сонця. Вивчав протуберанці, хромосферу, сонячні плями, зміни інтенсивності спектральних ліній залежно від розташування досліджуваної ділянки на сонячному диску, обертання Сонця. Досліджував різні прояви сонячної активності і їхній зв'язок з геомагнітними збудженнями і іншими геофізичними явищами. Був президентом Міжнародного комітету з вивчення сонячно-земних зв'язків. Під його керівництвом обсерваторія Арчетрі здобула міжнародне визнання в дослідженні Сонця. Очолював італійські експедиції до Казахстану (1936) і Судану (1952) для спостереження повних сонячних затемнень. У 1913—1914 був учасником Центральноазійської експедиції під керівництвом Де Філіппі, в Гімалаях і Каракорумі виконав астрономічні визначення довгот і широт низки пунктів і вимірювання сили тяжіння і ухилень виска.
Автор «Історії астрономії» (1-е видання 1948), а також низки науково-популярних книг, з яких найвідоміші «Сонце» (1936) і «Зірки і планети» (1956).
Президент Італійського астрономічного товариства (1953—1964), член Едінбурзького королівського товариства.
Срібна медаль Італійського королівського географічного товариства (1915), премія Національної академії деї Лінчеї (1925), премія П. Ж. С. Жансена Французького астрономічного товариства (1937), Золоті медалі міністерства народної освіти Італії (1957), Італійської астрономічного товариства (1964), міста Флоренції (1972).
Кратер Абетті на Місяці та астероїд названі на честь і батька Антоніо, і його сина Джорджо.